# Nazlat 'Isa
Nazlat 'Isa (àrab: نزلة عيسى, Nazlat ʿĪsà) és una vila palestina de la governació de Tulkarem, a Cisjordània, 17 kilòmetres al nord de Tulkarem. Segons l'Oficina Central Palestina d'Estadístiques tenia 2.738 habitants el 2016. El 1997 el 9,7 % de la població de Nazlat 'Isa eren refugiats. Les instal·lacions sanitàries per Nazlat 'Isa són designades com a MOH nivell 2.

## Història
S'hi ha trobat ceràmica d'època romana d'Orient.
El 1882 el Survey of Western Palestine (SWP) del Fons per a l'Exploració de Palestina va descriure la vila, aleshores anomenada Nuzlet el Masfy com: «una petita vila als turons baixos, amb pous.»

### Època del Mandat Britànic
Segons el cens organitzat el 1922 per les autoritats del Mandat Britànic, Nazlet Esa tenia 203 musulmans, que van augmentar en el cens de Palestina de 1931 a 261 persones, totes musulmanes, vivint a 62 cases.
El 1945 la població de Nazlat Isa era de 380 musulmans, amb 2.030 dúnams de terra segons un cens oficial de terra i població. D'aquests, 684 dúnams eren plantacions i terra de rec, 750 eren usats per a cereals, mentre que 12 dúnams eren sòl edificat.

### Després de 1948
Després de la de la Guerra araboisraeliana de 1948, i després dels acords d'Armistici de 1949, Nazlat 'Isa va restar en mans de Jordània. Des de la Guerra dels Sis Dies el 1967, és sota ocupació israeliana.
El 2003, durant la Segona Intifada, més de 60 botigues van ser destruïdes per les excavadores de l'administració civil israeliana. L'administració civil israeliana va afirmar que les botigues eren demolides s'havien construït sense permís. Els palestins consideren que els tocs de queda i la destrucció de la propietat pels israellians constitueixen càstig col·lectiu contra palestins innocents.